# Jan van der Putten
Jan van der Putten (* 1959) ist ein niederländischer Malaiologe. Er ist seit 2013 Professor für Austronesische Sprachen und Kulturen an der Universität Hamburg.

## Leben
Jan van der Putten absolvierte ein Bachelor- und Masterstudium der Indonesischen und javanischen Studien an der Universität Leiden. Nach einem zweijährigen Aufenthalt in Indonesien kehrte er als Lehrbeauftragter nach Leiden zurück und war dort von 1989 bis 2002 Dozent für indonesische Sprache, Literatur und Kultur. Er promovierte 2001 mit einer Doktorarbeit zum Thema malaiische Sprachwissenschaft. 
Von 2004 bis 2009 war er Assistenzprofessor für Malaiische Studien, anschließend bis 2013 Associate Professor im Bereich Literatur-, Kultur- und Sprachwissenschaften des insularen Südostasiens und der südostasiatischen Halbinsel an der National University of Singapore. Er lehrt seit 2013 als Professor für Austronesistik in der Abteilung für Sprachen und Kulturen Südostasiens am Asien-Afrika-Institut der Universität Hamburg.
Seine Forschungsschwerpunkte sind Arten des literarischen Ausdrucks in verschiedenen Medien, dramatische Darbietungen, Populärkultur, Sprachpolitik, Übersetzungsstudien.

## Schriften (Auswahl)
- His word is the truth. Haji Ibrahim’s letters and other writings. Leiden 2001, ISBN 90-5789-064-X.
- als Herausgeber mit Ronit Ricci: Translation in Asia. Theories, practices, histories. Manchester 2011, ISBN 978-1-905763-31-3.
- als Herausgeber: Yang menulis. Singapur 2013, ISBN 981-07-5655-0.
- als Herausgeber mit Monika Arnez, Edwin P. Wieringa und Arndt Graf: Traditions redirecting contemporary Indonesian cultural productions. Newcastle upon Tyne 2017, ISBN 1-4438-8993-8.